# 1914 у кіно

## Події
- 2 лютого —  Чарлі Чаплін самостійно знімає свій перший фільм («Захоплений дощем»), в якому він виступає як актор, режисер та сценарист.
- 8 травня — Утворена в 1912 році кінокомпанія Famous Players Film стала називатися Paramount Pictures.

## Фільми

### Світове кіно
- «Дитячі автомобільні гонки»/ Kid Auto Races at Venice, США (режисер Генрі Лерман)
- Лоскутушка з країни Оз/ The Patchwork Girl of Oz, США (режисер Джордж Фарелл МакДональд)
- «Кабірія»/ Cabiria, Італія (режисер Джованні Пастроне)
- «Дінозавриха Герти» — анімаційний фільм, США (режисер Вінзор МакКея)

### Російське кіно
- «Анна Кареніна», (режисер  Володимир Гардін)
- «Волга і Сибір», (режисер  Василь Гончаров)
- «Драма в кабаре футуристів № 13», (режисер  Володимир Касьянов)
- «Жінка завтрашнього дня», (режисер  Петро Чардинін)
- «Годувальниця», (режисер  Петро Чардинін)
- «Король, закон і свобода», (режисер  Петро Чардинін)
- «Крейцерова соната», (режисер  Володимир Гардин)
- «Мазепа», (режисер  Петро Чардинін)
- «Казка про сплячу царівну і сім богатирів», (режисер  Петро Чардинін)
- «Сорванец», (режисер  Петро Чардинін)
- «Ти пам'ятаєш ?..», (режисер  Петро Чардинін)
- «Хризантеми», (режисер  Петро Чардинін)
- «Циганські романси», (режисер  Петро Чардинін)

## Персоналії

### Народилися
- 1 січня — Збанацький Юрій Оліферович, український письменник, кінодраматург (пом. 1994).
- 5 січня — Джордж Рівз, американський актор († 1959).
- 9 січня — Доценко Надія Петрівна, українська акторка театру й кіно (пом. 1994).
- 12 січня — Макаров Василь Іванович, радянський актор театру та кіно (пом. 1964).
- 21 січня — Трощановський Аркадій Федорович, український актор, режисер (пом. 1986).
- 24 січня — Жорж Кравенн, французький журналіст та продюсер, засновник французької кінематографічної премії «Сезар» (пом. 2009).
- 30 січня — Девід Вейн, американський актор телебачення, театру і кіно (пом. 1995).
- 12 лютого — Названов Михайло Михайлович, актор театру та кіно (пом. 1964).
- 15 лютого — Айманов Шакен Кенжетайович, казахський радянський актор, режисер театру і кіно, сценарист (пом. 1970).
- 21 лютого — Захарі Скотт, американський актор (пом. 1965).
- 3 березня — Окунєвська Тетяна Кирилівна, російська акторка (пом. 2002).
- 12 березня — Компанієць Лідія Олександрівна, українська письменниця, поетеса, сценаристка (пом. 2003).
- 22 березня — Капніст Марія Ростиславівна, радянська і українська акторка театру і кіно (пом. 1993).
- 2 квітня — Алек Гіннесс, британський актор (пом. 2000).
- 21 квітня — Ануров Олександр Герасимович, український актор (пом. 1995).
- 24 квітня — Вільям Касл, американський режисер (пом. 1977).
- 25 квітня — Петро Алейников, радянський кіноактор, заслужений артист РРФСР (пом. 1965).
- 5 травня — Тайрон Павер, американський актор (пом. 1958).
- 31 травня — Іфукубе Акіра, японський композитор класичної музики та музики до кінофільмів (пом. 2006).
- 7 червня — Аббас Хваджа Ахмед, індійський письменник, сценарист, кінорежисер і громадський діяч (пом. 1987).
- 24 червня — Еріка Ферда, латвійська акторка, хореографка і театральна педагогиня (пом. 1997).
- 1 липня — Майкл Вілсон, американський сценарист (пом. 1978).
- 24 липня — Шпігель Григорій Ойзерович, російський актор (пом. 1981).
- 31 липня:
  - Луї де Фюнес, популярний французький кіноактор (пом. 1983).
  - Маріо Бава, італійський кінооператор, кінорежисер, сценарист, майстер зі спецефектів (пом. 1980).
- 1 серпня — Джон Лі Томпсон, англійський театральний актор і кінорежисер (пом. 2002).
- 4 серпня — Ласкін Борис Савелійович, радянський російський кіносценарист, поет, прозаїк, драматург (пом. 1983).
- 7 серпня — Тед Мур, південноафриканський кінооператор (пом. 1987).
- 8 серпня — Гай Олександр Дмитрович, український актор (пом. 2000).
- 12 серпня — Іудов Леонід Петрович, радянський актор театру та кіно († 1983).
- 30 серпня — Семянников Франціск Іванович, радянський український кінооператор (пом. 1986).
- 3 вересня — Переверзєв Іван Федорович, радянський російський актор театру і кіно (пом. 1978).
- 10 вересня — Роберт Вайз, американський кінорежисер (пом. 2005).
- 21 вересня — Трегубова Ірина Іллівна, радянська українська діячка кіно (пом. 1994).
- 23 вересня — Курилов Сергій Іванович, радянський російський актор театру і кіно († 1987).
- 7 листопада — Георгієвська Анастасія Павлівна, радянська акторка театру і кіно (пом. 1990).
- 8 листопада — Норман Ллойд, американський актор, продюсер та режисер (пом. 2021).
- 9 листопада — Геді Ламар, австрійсько-американська акторка та винахідниця (пом. 2000).
- 10 листопада — Вільям Альберт Генрі, американський актор (пом. 1982).
- 18 листопада — Олев Ескола, естонський і радянський актор (пом. 1990).
- 30 листопада — Михайлов Григорій Васильович, радянський актор (пом. 1987).